# Medicina bioeléctrica
La medicina bioeléctrica hace referencia al conjunto de técnicas pseudocientificas que buscan la curación de enfermedades a través de la aplicación de impulsos eléctricos y de la ingestión de sustancias con carga eléctrica, o también el diagnóstico de enfermedades a partir de la medición de la electricidad corporal.[cita requerida]

## Antecedentes
- Magnetismo animal de Mesmer
- Fotografía Kirlian
- Homeopatía

- Datos: Q6008679